# Suecia en el Festival de la Canción de Eurovisión 2022
Suecia participó en el LXVI Festival de la Canción de Eurovisión, que se celebró en Turín, Italia del 10 al 14 de mayo de 2022, tras la victoria de Måneskin con la canción «Zitti e buoni». La SVT decidió mantener el formato de selección tradicional, organizando el Melodifestivalen para elegir al representante sueco en Eurovisión. El festival fue celebrado durante 6 fines de semana desde el 5 de febrero al 12 de marzo de 2022, dando como ganadora a Cornelia Jakobs con el midtempo progresivo «Hold me closer», compuesta por ella misma junto a Isa Molin y David Zandén.
Tras su victoria en el Melodifestivalen, Cornelia Jakobs rápidamente se colocó como uno de las máximas favoritas para ganar el concurso dentro de las casas de apuestas. Al inicio de los ensayos del festival, Suecia se encontraba en 3ª posición de las casas de apuestas, entrando en una pelea por el segundo lugar con Reino Unido un día antes de la final, asentándose finalmente en la 2ª posición durante la realización de la gala final, solo por detrás de Ucrania.
Finalmente en el festival, Suecia venció en la segunda semifinal del concurso clasificándose a la gran final, ubicándose finalmente en 4° lugar del concurso con 438 puntos, continuando con la buena racha de resultados del país nórdico en sus últimas participaciones dentro del festival.

## Historia de Suecia en Eurovisión
Suecia es uno de los países «clásicos» del festival, debutando en la tercera edición del concurso, en 1958. Desde entonces el país ha concursado en 60 ocasiones, siendo uno de los países que más ha participado dentro del festival. Suecia es considerado uno de los países más exitosos del festival al colocarse dentro de los mejores 10 en 41 participaciones y logrando vencer en seis ocasiones el festival: la primera, en 1974, con el grupo ABBA y la canción «Waterloo». La segunda vez sucedió en 1984, gracias a la canción «Diggi-Loo Diggi-Ley» de Herreys. En 1991, Carola ganó con la canción «Fångad av en stormvind». La cuarta ocasión sucedió en 1999 con Charlotte Nilsson interpretando «Take me to your heaven». Posteriormente, Suecia ganó el concurso en 2012 con «Euphoria» de Loreen y la última victoria sueca sucedió en 2015 con la canción «Heroes» interpretada por Måns Zelmerlöw.
En 2021, el ganador del tradicional Melodifestivalen, Tusse, terminó en 14° lugar con 109 puntos en la gran final, con el tema «Voices».

## Representante para Eurovisión
El Melodifestivalen 2022 es la 62° edición del festival tradicional sueco. Suecia confirmó la realización del tradicional festival sueco en verano de 2021 al abrir el plazo de recepción de candidaturas. La competencia tuvo lugar durante 6 fines de semana desde el 5 de febrero al 12 de marzo de 2022, con la participación de 28 intérpretes.
La final celebrada en el Friends Arena de Estocolmo se realizó a una única ronda donde se presentaron las 12 candidaturas finalistas y se sometieron a una votación a 50/50 entre el jurado internacional y el público sueco. En la votación, cada jurado profesional votaba las canciones con el mismo sistema de Eurovisión: 12, 10 y 8-1 puntos. En el caso del público, se crearon 8 grupos de votación, 7 por rango de edad: 3-9 años, 10-15 años, 16-29 años, 30-44 años, 45-56 años, 57-75 años y +75. Así mismo, se creó un octavo grupo que tomaba en cuenta las llamadas telefónicas. Estos grupos entregaron puntos en el mismo sistema de Eurovisión: 12, 10 y 8-1 puntos en función de la cantidad de votos recibidos.
Cornelia Jakobs, quien partía como una de las máximas favoritas para triunfar en el festival junto a Anders Bagge y Klara Hammarström, ganó el concurso con un total de 146 puntos, 76 del jurado internacional quien la ubicó en primer lugar de su votación y 70 del televoto, quien la colocó segunda solo por detrás de Bagge. De esta forma, Cornelia Jakobs se convirtió en la 61° representante sueca en el festival eurovisivo.
| N.º | Artista           | Canción                    | Jurado | Televoto | Lugar | Total |
| --- | ----------------- | -------------------------- | ------ | -------- | ----- | ----- |
| 1   | Klara Hammarström | «Run to the Hills»         | 27     | 56       | 6     | 83    |
| 2   | Theoz             | «Som du vill»              | 39     | 26       | 7     | 65    |
| 3   | Anna Bergendahl   | «Higher Power»             | 11     | 18       | 12    | 29    |
| 4   | John Lundvik      | «Änglavakt»                | 43     | 17       | 8     | 60    |
| 5   | Tone Sekelius     | «My Way»                   | 31     | 53       | 5     | 84    |
| 6   | Anders Bagge      | «Bigger than the Universe» | 31     | 90       | 2     | 121   |
| 7   | Robin Bengtsson   | «Innocent Love»            | 29     | 5        | 11    | 34    |
| 8   | Faith Kakembo     | «Freedom»                  | 32     | 18       | 10    | 51    |
| 9   | LIAMOO            | «Bluffin'»                 | 65     | 26       | 4     | 91    |
| 10  | Cornelia Jakobs   | «Hold Me Closer»           | 76     | 70       | 1     | 146   |
| 11  | Cazzi Opeia       | «I Can't Get Enough»       | 26     | 29       | 9     | 55    |
| 12  | Medina            | «In i dimman»              | 53     | 56       | 3     | 109   |

## En Eurovisión
De acuerdo a las reglas del festival, todos los concursantes iniciaron desde las semifinales, a excepción del anfitrión (en este caso, Italia) y el Big Five compuesto por Alemania, España, Francia, la misma Italia y Reino Unido. En el sorteo realizado el 25 de enero de 2022, Suecia fue sorteada en la segunda semifinal del festival. En este mismo sorteo, se determinó que participaría en la segunda mitad de la semifinal (posiciones 10-18). Semanas después, ya conocidos los artistas y sus respectivas canciones participantes, la producción del programa dio a conocer el orden de actuación, determinando que el país participaría en la decimoséptima posición, precedida por Bélgica y seguida de República Checa.
Los comentarios para Suecia corrieron por parte de Edward af Sillén en todas las galas, siendo acompañado por Linnea Henriksson en la transmisión por televisión, mientras que la transmisión por radio fue comentada por Carolina Norén. La portavoz de la votación del jurado profesional sueco fue la cantante y exparticipante del Melodifestivalen 2020 y 2021 Dotter.

### Semifinal 2

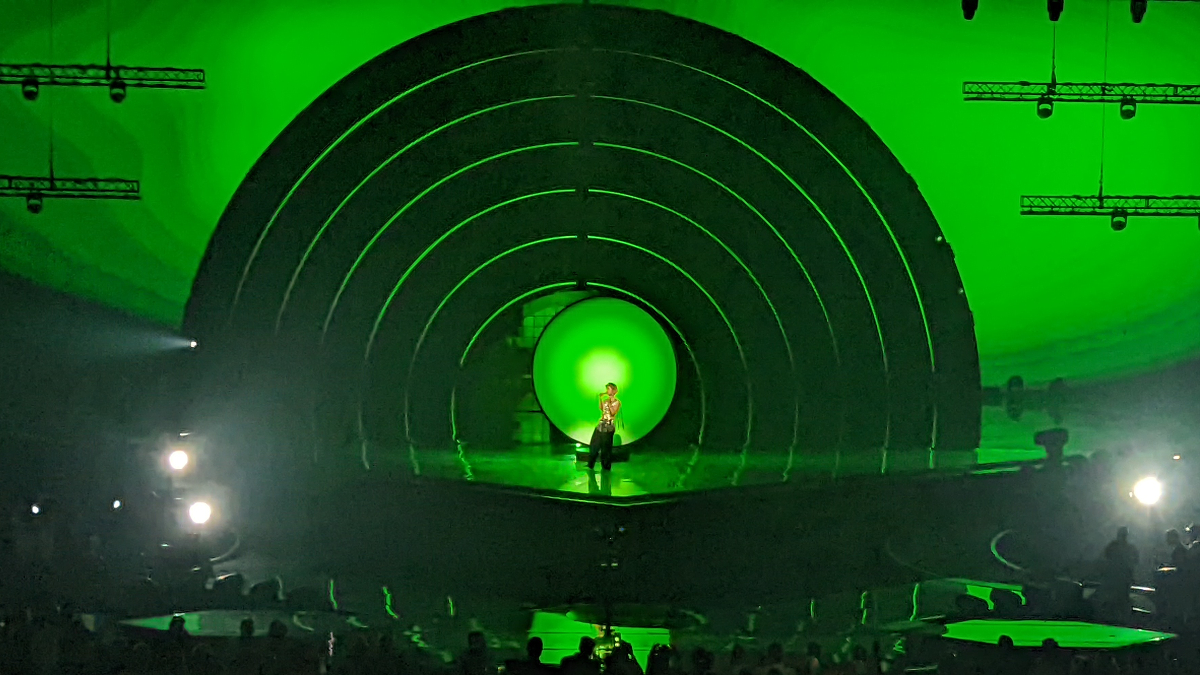
Cornelia Jakobs durante la segunda semifinal.

Cornelia Jakobs tomó parte de los ensayos los días 3 y 6 de mayo así como de los ensayos generales con vestuario de la segunda semifinal los días 11 y 12 de mayo. El ensayo general de la tarde del 11 fue tomado en cuenta por los jurados profesionales para emitir sus votos, que representaron el 50% de los puntos. Suecia se presentó en la posición 17, detrás de República Checa y por delante de Bélgica. 
La actuación sueca fue diseñada por Sacha Jean-Baptiste. La actuación tuvo a Cornelia sola en el escenario junto a un panel circular iluminado en color verde al igual que todo el escenario. Un foco colocado detrás del círculo permitió crear flashes en momentos específicos de la canción y con el cual Cornelia jugó en el escenario. En la parte final del puente justo antes del estribillo, toda la iluminación principal pasó a pintarse de rojo y siendo apoyada por distintos juegos de efectos de flashes blancos y el uso de pirotecnia.
Al final del show, Suecia fue anunciada como uno de los 10 países finalistas. Los resultados revelados una vez terminado el festival, posicionaron a Suecia en primer lugar de la semifinal con un total de 396 puntos, habiendo obtenido la primera posición del jurado profesional con 222 puntos (incluyendo 16 máximas puntuaciones) y obteniendo el primer lugar del público con 174 puntos. (empatada con Serbia). Esta se convirtió en la cuarta victoria del país nórdico en una semifinal.

### Final
Durante la rueda de prensa de los ganadores de la segunda semifinal, se realizó el sorteo en el que se decidió en que mitad participaría cada finalista. Suecia fue sorteada para participar en la segunda mitad de la final (posiciones 14-25). El orden de actuación revelado durante la madrugada del viernes 13 de mayo, decidió que Suecia debía actuar en la posición 20 por delante de Moldavia y por detrás de Australia. Cornelia Jakobs tomó parte de los ensayos generales con vestuario de la final los días 13 y 14 de mayo. El ensayo general de la tarde del 13 fue tomado en cuenta por los jurados profesionales para emitir sus votos, que representaron el 50% de los puntos.
Durante la votación, Suecia se colocó en 2° lugar en la votación del jurado profesional con 258 puntos, recibiendo 5 máximas puntuaciones de Estonia, Finlandia, Islandia, Israel y Reino Unido. Posteriormente se anunció su puntuación en la votación del televoto: la 6.ª posición con 180 puntos, recibiendo como máxima puntuación los 10 puntos de 4 países. En la sumatoria final, Suecia finalizó en 4ª posición de la clasificación con 438 puntos, convirtiéndose en la novena ocasión en la que el país se posiciona dentro del Top 10 en sus últimas 11 participaciones.

### Votación

#### Puntuación a Suecia

##### Semifinal 2
| Jurado | Jurado                                                                     | Jurado                                     | Jurado                           | Jurado                         |
| 12 puntos | 10 puntos                                                                  | 8 puntos                                   | 7 puntos                         | 6 puntos                       |
| --- | -------------------------------------------------------------------------- | ------------------------------------------ | -------------------------------- | ------------------------------ |
| - Australia - Azerbaiyán - Chipre - Estonia - Finlandia - Georgia - Irlanda - Israel - Malta - Montenegro - Polonia - Reino Unido - República Checa - Rumania - San Marino - Serbia | - Bélgica - Reino Unido                                                    |                                            | - Alemania - Macedonia del Norte | - España                       |
| 5 puntos | 4 puntos                                                                   | 3 puntos                                   | 2 puntos                         | 1 punto                        |
| |                                                                            |                                            |                                  |                                |
| Televoto |                                                                            |                                            |                                  |                                |
| 12 puntos | 10 puntos                                                                  | 8 puntos                                   | 7 puntos                         | 6 puntos                       |
| - Israel - Polonia - Rumania | - Australia - Bélgica - Estonia - Finlandia - Irlanda - Malta - San Marino | - Alemania - Azerbaiyán - España - Georgia | - Chipre - Macedonia del Norte   | - Montenegro - República Checa |
| 5 puntos | 4 puntos                                                                   | 3 puntos                                   | 2 puntos                         | 1 punto                        |
| - Reino Unido - Serbia |                                                                            |                                            |                                  |                                |

##### Final
| Jurado                                                                                              | Jurado                                                                        | Jurado                                                | Jurado                                                                   | Jurado                                 |
| 12 puntos                                                                                           | 10 puntos                                                                     | 8 puntos                                              | 7 puntos                                                                 | 6 puntos                               |
| --------------------------------------------------------------------------------------------------- | ----------------------------------------------------------------------------- | ----------------------------------------------------- | ------------------------------------------------------------------------ | -------------------------------------- |
| - Estonia - Finlandia - Israel - Islandia - Reino Unido                                             | - Australia - Irlanda - Letonia - Malta - Polonia - República Checa - Rumania | - Albania - Azerbaiyán - Georgia - Moldavia - Noruega | - Alemania - Austria - Bélgica - Dinamarca - España - Montenegro - Suiza | - Macedonia del Norte                  |
| 5 puntos                                                                                            | 4 puntos                                                                      | 3 puntos                                              | 2 puntos                                                                 | 1 punto                                |
| - Armenia - Chipre - Croacia - San Marino - Serbia                                                  | - Ucrania                                                                     | - Lituania                                            |                                                                          | - Países Bajos                         |
| Televoto                                                                                            |                                                                               |                                                       |                                                                          |                                        |
| 12 puntos                                                                                           | 10 puntos                                                                     | 8 puntos                                              | 7 puntos                                                                 | 6 puntos                               |
| | - Dinamarca - Estonia - Lituania - Polonia                                    | - Finlandia - Islandia - Noruega                      | - Armenia - Portugal                                                     | - Austria - España - Letonia - Rumania |
| 5 puntos                                                                                            | 4 puntos                                                                      | 3 puntos                                              | 2 puntos                                                                 | 1 punto                                |
| - Alemania - Australia - Bélgica - Eslovenia - Israel - Italia - Malta - Moldavia - República Checa | - Azerbaiyán - Croacia - Grecia - Macedonia del Norte - Reino Unido           | - Irlanda - San Marino - Suiza                        | - Países Bajos                                                           | - Montenegro - Serbia                  |

#### Votación realizada por Suecia
| Puntos    | Jurado          | Televoto        |
| --------- | --------------- | --------------- |
| 12 puntos | Australia       | Finlandia       |
| 10 puntos | Estonia         | Serbia          |
| 8 puntos  | Bélgica         | Estonia         |
| 7 puntos  | Malta           | Polonia         |
| 6 puntos  | República Checa | República Checa |
| 5 puntos  | Azerbaiyán      | Bélgica         |
| 4 puntos  | Finlandia       | Australia       |
| 3 puntos  | Israel          | Rumania         |
| 2 puntos  | Chipre          | Malta           |
| 1 punto   | Polonia         | Chipre          |

| Puntos    | Jurado          | Televoto     |
| --------- | --------------- | ------------ |
| 12 puntos | España          | Ucrania      |
| 10 puntos | Australia       | Noruega      |
| 8 puntos  | Reino Unido     | Serbia       |
| 7 puntos  | Azerbaiyán      | Finlandia    |
| 6 puntos  | Estonia         | Reino Unido  |
| 5 puntos  | República Checa | Polonia      |
| 4 puntos  | Serbia          | Estonia      |
| 3 puntos  | Noruega         | Lituania     |
| 2 puntos  | Armenia         | España       |
| 1 punto   | Bélgica         | Países Bajos |

##### Desglose
El jurado sueco estuvo compuesto por:
- Josefin Glenmark
- Michael Cederberg
- Miriam Annika Ehi Aigbogun
- Tara
- Tusse

| Semifinal 2 | Semifinal 2         | Semifinal 2                | Semifinal 2                | Semifinal 2                | Semifinal 2                | Semifinal 2                | Semifinal 2                | Semifinal 2                | Semifinal 2                | Semifinal 2                |
| N.º         | País                | Jurado                     | Jurado                     | Jurado                     | Jurado                     | Jurado                     | Jurado                     | Jurado                     | Televoto                   | Televoto                   |
| N.º         | País                | Jurado A                   | Jurado B                   | Jurado C                   | Jurado D                   | Jurado E                   | Ranking                    | Puntos                     | Ranking                    | Puntos                     |
| ----------- | ------------------- | -------------------------- | -------------------------- | -------------------------- | -------------------------- | -------------------------- | -------------------------- | -------------------------- | -------------------------- | -------------------------- |
| 01          | Finlandia           | 14                         | 5                          | 7                          | 3                          | 6                          | 7                          | 4                          | 1                          | 12                         |
| 02          | Israel              | 5                          | 7                          | 12                         | 2                          | 12                         | 8                          | 3                          | 14                         |                            |
| 03          | Serbia              | 13                         | 8                          | 15                         | 10                         | 11                         | 15                         |                            | 2                          | 10                         |
| 04          | Azerbaiyán          | 7                          | 3                          | 3                          | 9                          | 13                         | 6                          | 5                          | 16                         |                            |
| 05          | Georgia             | 11                         | 17                         | 17                         | 17                         | 17                         | 17                         |                            | 13                         |                            |
| 06          | Malta               | 2                          | 2                          | 10                         | 16                         | 9                          | 4                          | 7                          | 9                          | 2                          |
| 07          | San Marino          | 16                         | 6                          | 16                         | 12                         | 7                          | 13                         |                            | 12                         |                            |
| 08          | Australia           | 3                          | 1                          | 1                          | 1                          | 14                         | 1                          | 12                         | 7                          | 4                          |
| 09          | Chipre              | 4                          | 15                         | 6                          | 11                         | 4                          | 9                          | 2                          | 10                         | 1                          |
| 10          | Irlanda             | 9                          | 16                         | 9                          | 14                         | 8                          | 14                         |                            | 11                         |                            |
| 11          | Macedonia del Norte | 15                         | 10                         | 14                         | 7                          | 5                          | 12                         |                            | 15                         |                            |
| 12          | Estonia             | 1                          | 9                          | 4                          | 4                          | 10                         | 2                          | 10                         | 3                          | 8                          |
| 13          | Rumania             | 8                          | 12                         | 11                         | 13                         | 3                          | 11                         |                            | 8                          | 3                          |
| 14          | Polonia             | 10                         | 11                         | 2                          | 6                          | 16                         | 10                         | 1                          | 4                          | 7                          |
| 15          | Montenegro          | 17                         | 14                         | 13                         | 15                         | 15                         | 16                         |                            | 17                         |                            |
| 16          | Bélgica             | 12                         | 4                          | 8                          | 5                          | 1                          | 3                          | 8                          | 6                          | 5                          |
| 17          | Suecia              | -------------------------- | -------------------------- | -------------------------- | -------------------------- | -------------------------- | -------------------------- | -------------------------- | -------------------------- | -------------------------- |
| 18          | República Checa     | 6                          | 13                         | 5                          | 8                          | 2                          | 5                          | 6                          | 5                          | 6                          |

| Final | Final           | Final                      | Final                      | Final                      | Final                      | Final                      | Final                      | Final                      | Final                      | Final                      |
| N.º   | País            | Jurado                     | Jurado                     | Jurado                     | Jurado                     | Jurado                     | Jurado                     | Jurado                     | Televoto                   | Televoto                   |
| N.º   | País            | Jurado A                   | Jurado B                   | Jurado C                   | Jurado D                   | Jurado E                   | Ranking                    | Puntos                     | Ranking                    | Puntos                     |
| ----- | --------------- | -------------------------- | -------------------------- | -------------------------- | -------------------------- | -------------------------- | -------------------------- | -------------------------- | -------------------------- | -------------------------- |
| 01    | República Checa | 16                         | 5                          | 7                          | 3                          | 21                         | 6                          | 5                          | 20                         |                            |
| 02    | Rumania         | 12                         | 11                         | 16                         | 7                          | 18                         | 16                         |                            | 14                         |                            |
| 03    | Portugal        | 9                          | 17                         | 3                          | 18                         | 22                         | 14                         |                            | 19                         |                            |
| 04    | Finlandia       | 6                          | 18                         | 15                         | 11                         | 6                          | 13                         |                            | 4                          | 7                          |
| 05    | Suiza           | 15                         | 20                         | 19                         | 24                         | 9                          | 22                         |                            | 22                         |                            |
| 06    | Francia         | 21                         | 23                         | 20                         | 19                         | 23                         | 24                         |                            | 21                         |                            |
| 07    | Noruega         | 20                         | 1                          | 9                          | 12                         | 19                         | 8                          | 3                          | 2                          | 10                         |
| 08    | Armenia         | 23                         | 21                         | 10                         | 4                          | 4                          | 9                          | 2                          | 12                         |                            |
| 09    | Italia          | 22                         | 22                         | 2                          | 13                         | 11                         | 12                         |                            | 16                         |                            |
| 10    | España          | 1                          | 24                         | 5                          | 1                          | 5                          | 1                          | 12                         | 9                          | 2                          |
| 11    | Países Bajos    | 14                         | 19                         | 14                         | 9                          | 10                         | 19                         |                            | 10                         | 1                          |
| 12    | Ucrania         | 8                          | 12                         | 11                         | 10                         | 12                         | 15                         |                            | 1                          | 12                         |
| 13    | Alemania        | 11                         | 13                         | 17                         | 17                         | 8                          | 17                         |                            | 17                         |                            |
| 14    | Lituania        | 10                         | 9                          | 22                         | 14                         | 13                         | 18                         |                            | 8                          | 3                          |
| 15    | Azerbaiyán      | 5                          | 6                          | 4                          | 20                         | 3                          | 4                          | 7                          | 24                         |                            |
| 16    | Bélgica         | 7                          | 14                         | 21                         | 2                          | 15                         | 10                         | 1                          | 13                         |                            |
| 17    | Grecia          | 19                         | 3                          | 8                          | 21                         | 7                          | 11                         |                            | 23                         |                            |
| 18    | Islandia        | 17                         | 8                          | 18                         | 23                         | 14                         | 21                         |                            | 18                         |                            |
| 19    | Moldavia        | 24                         | 16                         | 23                         | 6                          | 24                         | 20                         |                            | 11                         |                            |
| 20    | Suecia          | -------------------------- | -------------------------- | -------------------------- | -------------------------- | -------------------------- | -------------------------- | -------------------------- | -------------------------- | -------------------------- |
| 21    | Australia       | 2                          | 4                          | 13                         | 16                         | 1                          | 2                          | 10                         | 15                         |                            |
| 22    | Reino Unido     | 13                         | 10                         | 1                          | 8                          | 2                          | 3                          | 8                          | 5                          | 6                          |
| 23    | Polonia         | 18                         | 15                         | 12                         | 22                         | 16                         | 23                         |                            | 6                          | 5                          |
| 24    | Serbia          | 3                          | 7                          | 24                         | 5                          | 17                         | 7                          | 4                          | 3                          | 8                          |
| 25    | Estonia         | 4                          | 2                          | 6                          | 15                         | 20                         | 5                          | 6                          | 7                          | 4                          |